# Cognitive Technologies
Cognitive Technologies — группа компаний, занимающаяся разработкой и внедрением программного обеспечения с применением искусственного интеллекта. В ГК входит Cognitive Pilot, дочерняя компания Cognitive Technologies, занимающаяся беспилотными решениями для транспорта и сельхозтехники.

## История
Основа коллектива разработчиков компании Cognitive Technologies сформировалась в 1968 году под руководством В. Л. Арлазарова. Коллективом были реализованы проекты по созданию и внедрению информационных комплексов, автоматизированных систем управления и операционных систем в органах государственной власти и на крупных промышленных предприятиях СССР, создана программа «Каисса» (первый чемпион мира по шахматам среди компьютеров) и СУБД ИНЕС.
Корпорация Cognitive Technology Corporation была зарегистрирована в 1990 году Ефимом Щукиным, профессором лаборатории ИИ Стэнфордского университета, и канадским инвестором Деннисом Колманом (Denis Coleman), совладельцем C&E Software. Компания привлекла коллектив разработчиков из России под руководством Владимира Арлазарова, занимавшийся проектом по разработке алгоритмов для оцифровки текстов по заказу издательства «Художественная литература», основной офис разработки был перемещен в Ларкспер, штат Калифорния. Компания разрабатывала алгоритмы машинного распознавания текстов, которые в 1992-93 гг. были встроены в программы Lotus Organizer, графический редактор CorelDRAW, систему оцифровки визитных карточек BCR, программы оцифровки банковских форм компании Electronic Data Systems, а приложение CuneiForm продавалось через розничные сети и поставлялись в комплекте с популярными сканерами.
В 1993 году на базе Лаборатории искусственного интеллекта Института системного анализа РАН (бывший ВНИИСИ АН СССР) В. Л. Арлазаров и О. А. Ускова основали российскую компанию «Когнитивные технологии».

### 1990-е
- 1993 — выход систем распознавания Tiger и CuneiForm;
- 1994 — заключен контракт с Hewlett-Packard по комплектации сканеров, поставляемых в Россию OCR CuneiForm. Это первый контракт HP с российским разработчиком ПО[8][9][10][11]; выход первой в мире системы распознавания русских текстов MacTiger для Macintosh;
- 1995 — Cognitive Technologies и IBM объявили о подписании стратегического соглашения по автоматизации российского документооборота; Заключен контракт с Epson о комплектации сканеров OCR CuneiForm[12]; разработан электронный архив Евфрат;
- 1996 — создана первая в России система распознавания форм документов с рукописным заполнением;
- 1997 — Cognitive Technologies впервые в России представил дикторонезависимую технологию распознавания русской речи; заключены контракты с Samsung и Xerox о комплектации сканеров OCR CuneiForm;[источник не указан 1018 дней]
- 1998 — разработана система ведения реестра акционеров Газпрома на базе Cognitive Forms; реализован проект по созданию Электронного архива КБ «Газпромбанк»; заключены контракты с Canon и OKI о комплектации сканеров OCR CuneiForm; разработана ИС ввода анкет о стаже и заработке для Пенсионного фонда России;[источник не указан 1018 дней]
- 1999 — введен в эксплуатацию проект по массовому вводу анкет московских школьников, студентов и пенсионеров для выдачи льготных проездных билетов в Московском метрополитене на базе системы Cognitive Forms; заключен контракт с Olivetti о комплектации МФУ OCR CuneiForm;[источник не указан 1018 дней]

### 2000-е
- 2000 — реализован проект по созданию Информационно-аналитической системы для КБ «Газпромбанк»; вышел новый продукт информационно-аналитическая система АСТАРТА;[источник не указан 1018 дней]
- 2001 — в результате сотрудничества с INTEL впервые в России создан обширный инструментарий для разработки систем распознавания речи; завершено внедрение "Информационно-аналитического программного комплекса для ОАО «Горно-металлургическая компания „Норильский никель“»;[источник не указан 1018 дней]
- 2002 — Cognitive Technologies утверждена генеральным подрядчиком и соисполнителем по семи мероприятиям ФЦП «Электронная Россия (2002—2010 годы)»; реализован проект по созданию архива изображений для системы электронного документооборота ОАО «ГМК „Норильский никель“»; вышла новая система «ЕВФРАТ-Документооборот»;
- 2003 — создан новый продукт Cognitive Лот, предназначенный для организации и проведения электронных тендерных торгов;
- 2004 — разработана новая технология автоматической обработки документов, удостоверяющих личность — Scanify™;
- 2005 — разработана новая система потоковой обработки удостоверяющих документов — Cognitive Passport;
- 2006 — разработана новая технология интеллектуального распознавания многокомпонентных частично-структурированных документов CogniDocs™, относящаяся к классу IDR; получено пять лицензий ФСБ на осуществления проектов, связанных с государственной тайной;
- 2007 — завершен проект по созданию системы автоматического ввода заявлений на выдачу биометрических загранпаспортов нового поколения для Федеральной миграционной службы (ФМС) на базе Cognitive Forms; завершен проект по разработке системы нормативно-справочной информации (НСИ) для ОАО «Магнитогорский металлургический комбинат»; разработана система машинного перевода текстов Cognitive Translate;
- 2008 — открыта кафедра «Когнитивные технологии» в МФТИ; опубликованы исходные тексты OCR Cuneiform под лицензией BSD, а также исходные тексты интерфейса системы; разработана система автоматического анализа и сравнения текстов Cognitive Analyzer;
- 2009 — разработана система автоматической обработки входящей бумажной корреспонденции на ОАО "Магнитогорский металлургический комбинат; разработана технология Cognitive PDF/A сжатия изображений документов без потери качества.

### 2010—2014
- 2010 — продажа Яндексу модуля синтаксического разбора текста; Cognitive Technologies и NVIDIA подписывают соглашение об объединении усилий в области обработки изображений; разработана система с возможностями электронного документооборота для нужд силовых ведомств.[источник не указан 1018 дней]
- 2011 — разработана система корпоративного управления для нужд силовых ведомств; открыт офис в Голландии. Разработана новая программа для сканирования, сжатия и отправки документов по электронной почте Compressimo. Начаты продажи системы Е1 Евфрат за рубежом.[источник не указан 1018 дней]
- 2012 — Cognitive Technologies совместно с соисполнителями Ernst&Young, Cisco, Panasonic разработала концепцию «Умный город Сколково».[источник не указан 1018 дней]
- 2013 — создан прототип системы компьютерного зрения в задаче распознавания дорожной сцены, реализована промышленная система обработки первичных бухгалтерских документов (счета-фактуры, товарно-транспортные накладные и т. д.) в розничной сети «Магнит»[13][14][15][16][17].
- 2014 — одержана победа в конкурсе Минобрнауки России на создание беспилотного транспортного средства[18][19][20][21][22][23][24][25][26][27][28]. Открыт новый офис в Белоруссии (Минск). Система управления закупками Cognitive Technologies внедрена в крупнейших предприятиях России: АО «Газпромбанк», ГК «Автодор», ОАО «Россети», ОАО "НК «Роснефть»[29][30].

### 2015—2019
- 2015 — получены первые результаты совместного проекта с Минобрнауки по созданию беспилотного транспортного средства[31][32]. В направлении технологий управления закупками клиентами стали такие крупные компании, как «Трубная металлургическая компания» и «Газпромбурение»[33].
- 2016 — инициирован проект по направлению «умного» земледелия при поддержке Минобрнауки России[34][35][36][37]. Открыт офис в «Иннополисе», Татарстан[38]. Cognitive Technologies инициировала собственный проект по созданию интеллектуальной системы автономного вождения C-Pilot[39][40]. Также в 2016 году Cognitive Technologies присоединилась к международному сообществу OpenPOWER Foundation, открытому консорциуму разработчиков решений на основе технологии POWER от IBM, в который входят ведущие мировые ИТ-компании Google, NVidia, Mellanox и др.[41][42][43] Cognitive Technologies выходит на международный рынок систем ИИ для беспилотного транспорта[44][45][46].
- 2017 — создана технология комбинирования данных, поступающих от различных сенсоров на «нижнем» уровне Cognitive data fusion[47][48]. Внедрено IoT-решение — система автоматического контроля уборки зерновых Cognitive Agro Control в одном из крупнейших отечественных агрохозяйств «Союз-Агро»[49][50]. Проведены первые в России испытания беспилотного комбайна, в том числе и в ночных условиях[51][52][53]. Реализован для ПАО "НК «Роснефть» на ЭТП «ТЭК-Торг» функционал, позволяющий заключать договоры в электронной форме[54][55]. Cognitive Technologies проводит крупнейший в мире хакатон по системам компьютерного зрения VisionHack 2017 совместно с НИТУ МИСиС[56][57]. Cognitive Technologies получает награду британской аналитической компании Softech INTL как лучший разработчик искусственного интеллекта для беспилотных транспортных средств в мире[58][59]. Портал Guidaautonoma назвал Cognitive Technologies компанией дня в марте 2017 года[60].
- 2018 — технологии управления автопилотом Cognitive Technologies в любую погоду производят фурор на одной из крупнейших выставок в мире в области робототехники и электроники CES в Лас-Вегасе.[61][62][63][64][65] Открыты офисы компании в Калининграде[66] и Тюмени[67]. Представлен первый в мире АГРОДРОИД C2-A2 droid1 (Cognitive2-Agro2 Droid1) — промышленный образец универсальной системы управления беспилотным сельскохозяйственным транспортом[68][69][70][71][72][73]. Cognitive Technologies представила технологию моделирования интуиции человека Cognitive artificial intuition[74][75][76][77][78]. Cognitive Technologies представила первый в мире промышленный образец 4D-радара для управления беспилотным транспортом[79][80][81][82][83][84][85][86][87][88]. Компания заключает ряд соглашений с ведущими мировыми автопроизводителями и Tier-1[61][62]. Компания Cognitive Technologies отмечена наградой Bahrain Tech Awards за лучшее решение для азиатских рынков[89].
- 2019 — влиятельное профессиональное американское издание AVT Magazine присудило компании Cognitive Technologies награду AVT ACES Award за 2019 год за создание лучшей в мире технологии беспилотного управления сельхозтехникой[90][91][92][93]. Решение компании в области управления беспилотным транспортом также заняло третью позицию в списке мировых лидеров в области систем искусственного интеллекта, по данным форума профессионалов отрасли Automotive Tech.AD Berlin[94]. Cognitive Technologies и ООО «ПК Транспортные системы» продемонстрировали результаты тестирования первого в России промышленного прототипа беспилотного трамвая[95][96][97][98][99][100][101][102][103][104]. Система беспилотного транспорта Cognitive Pilot имеет уровень 3+ (уровень 3 — водитель может не контролировать машину на дорогах с «предсказуемым» движением (например, автобаны), но должен быть готовым взять управление)[105]. Компания начала реализацию проекта с ОАО «РЖД» по созданию прототипа локомотива с возможностью автономного управления[106][107]. Cognitive Technologies объявила о завершении контракта с Hyundai Mobis по разработке системы компьютерного зрения для автопилота 4 уровня[108][109][110][111]. Проведено первое в России внедрение системы управления беспилотным комбайном в агрохозяйства Томской области[112][113][114][115]. Во время автономной уборки зерновых в Курганской области установлен рекорд по уборке урожая[116][117]. Cognitive Technologies и Сбербанк объединяют усилия для развития беспилотных технологий и создают компанию Cognitive Pilot. Продукты и решения Cognitive Pilot будут использованы для развития проектов цифровой экономики в сфере транспорта, сельского хозяйства, компьютерного зрения и искусственного интеллекта[118][119][120][121][122][123].

### 2020 — наст. время
- 2020 — Cognitive Pilot объявляет о создании открытой базы данных изображений для обучения беспилотной сельхозтехники[124][125][126][127]. Cognitive Pilot представляет новый инновационный датчик Cognitive Mini Radar для массового использования в отрасли беспилотных транспортных средств[128][129][130]. Подписано соглашение с одним из крупнейших операторов ж/д-инфраструктуры Китая компанией FITSCO по созданию системы компьютерного зрения для городского трамвая с возможностью автономного управления[131][132][133][134][135][136][137]. Холдинг «ЭкоНива» и Cognitive Pilot объявляют о создании сервисной сети для «умной сельхозтехники», оснащаемой системой Cognitive Agro Pilot[138][139][140]. Cognitive Pilot и «Сбербанк-Телеком» объявляют о подписании соглашения о создании интегрированной платформы для сбора высококачественной смарт-аналитики и мониторинга сельскохозяйственных процессов для российского и международного рынков[141][142][143]. Cognitive Pilot, «Диджитал Агро» и «Агросигнал» объявили о создании агроэкосистемы для цифровизации хозяйств[144][145][146][147]. Система Cognitive Agro Pilot становится победителем престижной премии AgTech Breakthrough Awards 2020 («Оскара» в сфере агро)[148][149][150][151]. Cognitive Agro Pilot массово внедряется в российский агросектор. В уборочную кампанию в автономном режиме более 350 комбайнов, оборудованных Cognitive Agro Pilot, обработали свыше 160 тыс. га площадей и собрали более 720 тыс. тонн урожая[152][153][154][155][156][157]. Этот результат отмечает Президент РФ В. В. Путин в своем ежегодном выступлении перед СМИ[158][159][160]. Открыта робофабрика по разработке комплектующих для беспилотного транспорта в сферах агро и ж/д в г. Томск[161][162][163][164][165][166].
- 2021 — компания выходит на рынок США.[167]
- 2022 — компания включена в перечень системообразующих организаций российской экономики.[168]

### Компетенции и продукты
- Робототехнические системы;
- Cognitive Agro Pilot — система автономного управления сельскохозяйственными транспортными средствами[169][170][171][172][173][174][175][176][177][178];
- Cognitive Rail Pilot — система помощи машинисту локомотива на основе ИИ[179];
- Cognitive Tram Pilot — система автономного управления трамваем[180];
- Радары для управления автономным транспортом[181];
- SRM — системы управления взаимоотношения с поставщиками;
- EAS — системы управления закупками;
- ECM — системы управления документами;
- Е1-Закупки — система планирования и проведения закупок[182];
- Е1 ЕВФРАТ — система электронного документооборота и автоматизации бизнес-процессов[183];
- Cognitive Lot — система автоматизации процедур формирования, размещения и исполнения процедур государственного, муниципального и коммерческого заказов[184];
- CuneiForm (Open OCR) — свободно распространяемая открытая система оптического распознавания текстов.

### Исследования и научные разработки
- Создание систем машинного зрения[185][186][187][188][189][190][191][192][193][194];
- Разработка искусственных нейронных сетей[195][196][197][198][199][200][201][202];
- Системы понимания документов[203][204][205];
- Системы обработки изображений[206][207][208][209];
- Создание систем на блокчейн.

### Другие проекты
- Поддержка студенческой команды МИСиС по спортивному программированию[210][211][212][213][214];
- Развитие направления совершенствования технологий креативного мышления[215][216][217][218][219].

## Проблемы в бизнесе
В 2009 году Федеральное агентство по информационным технологиям подало в суд на Cognitive Technologies. По словам представителей агентства, компания не справилась с задачей развития системы мониторинга СМИ для Администрации Президента РФ. Решение суда было в пользу Cognitive Technologies.
В 2013 году фонд «Сколково» отказался заплатить за разработку концепции «Умного города Сколково», что стало причиной обращения в суд.
В 2015 году Комитет по госзаказу Санкт-Петербурга обратился в суд о взыскании штрафа за ненадлежащее исполнение гарантийных обязательств по государственному контракту. Суд принял решение в пользу Cognitive Technologies.
В 2019 год «КАМАЗ» разорвал партнерство с Cognitive Technologies и «ВИСТ Групп» — разработчиками ПО для своих беспилотных автомобилей и решил разрабатывать грузовики с автопилотом самостоятельно.
В апреле 2021 года Арбитражный суд Москвы удовлетворил иск войсковой части № 68240 к компании Cognitive Technologies, однако содержание иска и решения суда засекречены.. Издание «Октагон» утверждает, что истец входит в структуру ФСБ и де-факто выступает от его имени. В той же статье утверждается, что войсковая часть № 68240 регулярно подаёт в суд на компании и вузы (МГТУ им. Н. Э. Баумана, АО «Конструкторское бюро приборостроения им. академика А. Г. Шипунова», ООО «Микроприбор»).
В 2021 году был заморожен SberAutoTech — совместный проект со Сбербанком. Причиной представители Cognitive Pilot называли отсутствие необходимой правовой базы. К этому моменту автомобили уже тестировались на улицах Москвы. По словам сооснователя и гендиректора компании Ольги Усковой приоритетными направлениями Cognitive Pilot стали беспилотные системы управления сельхозтехникой, умные системы активной безопасности рельсового транспорта и радары для беспилотного транспорта..